# Філіп Пуллман
Фі́ліп Пу́ллман (англ. Philip Pullman; нар. 19 жовтня 1946, Норідж) — англійський письменник. Найбільш відомими з його творів є трилогія: «Темні матерії» (His Dark Materials) і тетралогія: «Саллі Локгарт» (Sally Lockhart).

## Коротка біографія
Філіп Пуллман народився 19 жовтня 1946 року в Норіджі, Норфолк, Велика Британія в сім'ї пілота Королівських ВВС Альфреда Отрама (Alfred Outram) та Одрі Евелін Отрам (Audrey Evelyn Outram), до шлюбу Мерріфілд (Merrifield). Сім'я часто переїжджала, і в дитинстві Філіпу Пуллману довелося багато подорожувати по світу. Частину свого дитинства він, зокрема, провів у Південній Родезії (зараз Зімбабве), де він деякий час навчався в школі. У 1953 році, коли Пуллману було сім років, його батько загинув у авіакатастрофі. Мати Пуллмана знову одружилася і сім'я переїхала до Австралії, а з 11 років проживав у Північному Уельсі, у свого діда, який був священиком.
Закінчивши школу Філіп Пуллман навчався в Оксфорді, в Ексетер-коледжі, де вивчав англійську філологію. Пізніше він повернувся до Оксфорду де 12 років працював учителем у різних школах, а потім викладав у Вестмінстер-коледжі — вів курси з вікторіанського роману та фольклору. З часом Пуллман залишив викладацьку роботу і повністю присвятив себе літературі.

## Творчість
Першим опублікованим твором Пуллмана була The Haunted Storm, яка отримала New English Library's Young Writer's Award у 1972. Та, незважаючи на нагороду, Пуллман відмовляється обговорювати цей твір. У 1978 році з'явилася «Galatea», роман у стилі «дорослого» фентезі. Проте саме шкільні п'єси, які Пуллман писав будучи викладачем, надихнули його на написання першої дитячої книги, «Count Karlstein», у 1982. У 1986 році вийшов перший роман тетралогії про Саллі Локгарт «Рубін у тумані» (The Ruby in the Smoke), друга дитяча книга Пуллмана. Вікторіанські мотиви книги відбивають інтерес автора до цього періоду в історії Великої Британії. Після публікації «Рубіну у тумані» Пуллман покинув викладання.
У 1993 році Філіп Пуллман розпочав писати трилогію «Темні матерії».
У 1995 році перша книга серії «Північне сяйво» (Northern Lights) (The Golden Compass у США) була опублікована. Книга отримала одну з найпрестижніших британських нагород у дитячій літературі Carnegie Medal, та щорічну премію газети Guardian — Guardian Children's Fiction Award. Друга книга трилогії «Чарівний ніж» (The Subtle Knife) опублікована у 1997 році. У 2000 вийшла третя, завершальна, книга трилогії «Янтарне скло» (The Amber Spyglass). Книга отримала премію Вайтбреда як найкраща книга 2001 року, і стала першою дитячою книгою, що виборола цю престижну нагороду.
У 2004 році Пуллман став командором Ордена Британської імперії.
На даний час Пуллман працює над трилогією The Book of Dust, що є розширенням трилогії «Темні матерії» (His Dark Materials).
23 листопада 2007 року Пуллман став почесним професором Бангорського університету (Bangor University)

### The New-Cut Gang
1. 1994 Thunderbolt's Waxwork
2. 1995 The Gasfitter's Ball

### Таємниця Саллі Локгарт
1. 1985 «Рубін в імлі»
2. 1986 «Тінь на півночі»
3. 1990 «Тигр у криниці»
4. 1994 «Олов'яна принцеса»

### Трилогія«Темні матерії»[12]/ His Dark Materials
1. 1995 Північне сяйво (в США вийшла за назвою «Золотий компас»)
2. 1997 Магічний ніж
3. 2000 Бурштиновий далекогляд

### Відгалуження«Темних матерій»
1. 2003 Оксфорд Ліри / Lyra's Oxford
2. 2008 Одного разу на півночі / Once Upon a Time in the North
3. 2014 Колекціонери / The Collectors (аудіокнига та Кіндл-сінгл)

### Трилогія «Книга Пилу» / The Book of Dust (розширення«Темних матерій»)
1. Прекрасна Дикунка / La Belle Sauvage (2017, приквел до оригінальної трилогії)
2. Таємна спільнота / The Secret Commonwealth (2019, сиквел до оригінальної трилогії)

### П'єси
1. 1990 Frankenstein
2. 1992 Sherlock Holmes and the Limehouse Horror

### Дитяча (не художня) література
1. 1978 Ancient Civilisations
2. 1978 Using the Oxford Junior Dictionary

## Нагороди
1. 2005 — Премія імені Астрід Ліндгрен
2. 2001 — World Fantasy
3. 2001 — The British Book Awards
4. 2001 — The Whitbread Prize
5. 2001 — Номінація на The Booker Prize
6. 1996 — The Guardian Prize
7. 1995 — British Fantasy Society
8. 1995 — The Carnegie Medal

## Переклади українською
Трилогія «Темні матерії»
- Трилогія «Темні матерії» / «Темні початки» / «Його темні матеріали» (Клуб сімейного дозвілля)
  - Філіп Пуллман. Північне сяйво. Переклад з англійської: Наталя Рябова. Харків: КСД, 2004. 399 стор. ISBN 966-8511-06-9
  - Філіп Пуллман. Магічний ніж. Переклад з англійської: Сергій Савченко. Харків: КСД, 2004. 352 стор. ISBN 966-8511-39-5
  - Філіп Пуллман. Янтарне скло. Переклад з англійської: Сергій Савченко. Харків: КСД, 2004. 480 стор. ISBN 966-8511-77-8

Видання трилогії «Темні матерії» у КСД пережило чотири перевидання: у 2005, 2006, 2007 і 2008 роках.
- Трилогія «Темні матерії» (Nebo Booklab Publishing)
  - Філіп Пулман. Північне сяйво. Переклад з англійської: Микола Байдюк. Київ: Nebo Booklab Publishing. 2019. 416 стор. ISBN 9786177537815[13]
  - Філіп Пулман. Магічний ніж. Переклад з англійської: Микола Байдюк. Київ: Nebo Booklab Publishing. 2020. 416 стор. ISBN 9786177537884[14]
  - Філіп Пулман. Бурштиновий далекогляд. Переклад з англійської: Микола Байдюк. Київ: Nebo Booklab Publishing. 2021. ? стор. ISBN ? (очікується з друку)

Тетралогія «Таємниця Саллі Локгарт»
- Рубін в імлі. Переклад з англійської: Джон Гнатів. Київ: Nebo Booklab Publishing. 2018. с. 324. ISBN 978-617-7537-41-9. {{cite book}}: Недійсний |nopp=n (довідка)[15]
- Тінь на півночі. Переклад з англійської: Микола Байдюк. Київ: Nebo Booklab Publishing. 2019. с. 384. ISBN 978-617-7537-63-1. {{cite book}}: Недійсний |nopp=n (довідка)[16]
- Тигр у криниці. Переклад з англійської: Катерина Девдера. Київ: Nebo Booklab Publishing. 2020. с. 472. ISBN 978-617-7537-90-7. {{cite book}}: Недійсний |nopp=n (довідка)[17]
- Олов'яна принцеса. Переклад з англійської: Дар'я Беззадіна. Київ: Nebo Booklab Publishing. 2020. с. 304. ISBN 978-617-7537-92-1. {{cite book}}: Недійсний |nopp=n (довідка)[18]

Трилогія «Книга пилу»
- Філіп Пулман. Чарівна дикунка. Переклад з англійської: Яніс Сінайко. Київ: Nebo Booklab Publishing. 2019. 480 стор. ISBN 978-617-7537-80-8[19]
- Філіп Пулман. Таємна спільнота. Переклад з англійської: Ірина Новіцька. Київ: Nebo Booklab Publishing. 2020. 640 стор. ISBN 978-617-7537-83-9[20]

Інші книги
- Філіп Пуллман. Опудало і його слуга. Переклад з англійської: Д. Стельмах. Харків: КСД, 2008. 240 стор. ISBN 978-966-343-827-6